# Le Royaume de la discorde
Le Royaume de la discorde est un livre-jeu écrit par Rémi Dekoninck en 2017 et illustré par Olivier Raynaud. Il est le premier volume de la série Les Chroniques d'Hamalron, et est publié par Alkonost et Mégara Entertainment,.